# Jorge Fonte de Rezende Filho
Jorge Fonte de Rezende Filho (Rio de Janeiro, 21 de maio de 1966) é um médico brasileiro. 
Foi eleito membro da Academia Nacional de Medicina em 2017, ocupando a Cadeira 63, que tem Vicente Cândido Figueira de Saboia como patrono.